# Barry Adamson
Barry Adamson (ur. 1 czerwca 1958 w Moss Side, Manchester) – brytyjski muzyk rockowy, który współpracował między innymi z takimi zespołami jak: Magazine, Visage, Nick Cave and the Bad Seeds, oraz wykonawcami muzyki elektronicznej Pan sonic. Współpracował także przy soundtrackach do filmów Davida Lyncha oraz wydał swoje solowe nagrania.

## Dyskografia
- 2012 I Will Set You Free
- 2008 Back To The Cat
- 2006 Stranger on the Sofa
- 2002 King of Nothing Hill
- 1999 The Murky World of Barry Adamson
- 1998 As Above, So Below
- 1996 Oedipus Schmoedipus
- 1992 Soul Murder
- 1988 Moss Side Story